# خوسيه واتانابي
خوسيه واتانابي (بالإسبانية: José Watanabe)‏ هو كاتب سيناريو وشاعر بيروفي، ولد في 17 مارس 1945، وتوفي في 25 أبريل 2007 في ليما في بيرو بسبب سرطان الرئة.

## وصلات خارجية
- خوسيه واتانابي على موقع IMDb (الإنجليزية)
- خوسيه واتانابي على موقع قاعدة بيانات الفيلم (الإنجليزية)